# Sampeyre
Sampeyre é uma comuna italiana da região do Piemonte, província de Cuneo, com cerca de 1.146 habitantes. Estende-se por uma área de 98 km², tendo uma densidade populacional de 12 hab/km². Faz fronteira com Brossasco, Casteldelfino, Elva, Frassino, Macra, Oncino, Paesana, San Damiano Macra, Sanfront, Stroppo.

## Demografia
| Variação demográfica do município entre 1861 e 2011                               |
|                                                                                   |
| Fonte: Istituto Nazionale di Statistica (ISTAT) - Elaboração gráfica da Wikipedia |